# ニュージーランド軍
ニュージーランド国防軍（ニュージーランドこくぼうぐん、英語: New Zealand Defence Force マオリ語: Te Ope Kātua o Aotearoa）は、ニュージーランドにおける国防組織。陸海空の三軍からなる。

## 概要

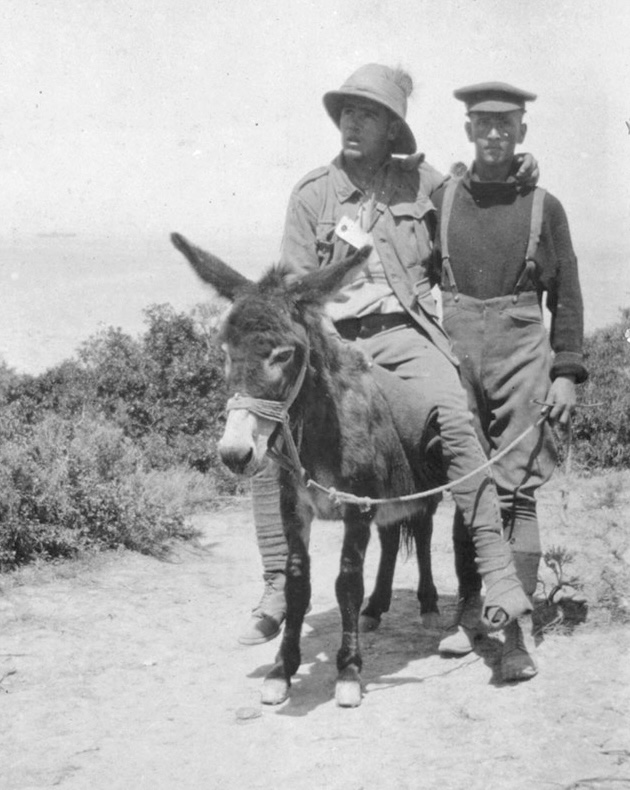
ガリポリの戦いにて負傷兵をロバに乗せ運ぶ医療部隊のリチャード・アレクサンダー・“ディック”・ヘンダーソン中尉。

総督を名目上の最高指揮官とし、国防大臣を通じて指揮が行われる。国防大臣が政府内における主要な軍事顧問として、軍に関する責任を負う。国防省(MOD)の管轄であり、国防軍司令官が軍における指揮をとる。
2022年時点の人員は現役兵力9,215名、予備兵力3,030名、文官2,946名。ニュージーランドの主権領域及び関連領域の防衛やテロ等に対する防護を行い、その他、太平洋安全保障条約に基づく防衛協力、平和維持活動の実施を目的としている。ニュージランド軍公表の主旨書においては、関与する地理的領域にニュージーランド本土のほかニュージーランド王国、ロス海属領が記載されている。
植民地派遣のイギリス軍が前身であり、19世紀には先住民との抗争も行っている。ニュージーランド独立後もイギリスとの協力関係にあり、第一次世界大戦ではANZACとして、中東・欧州戦域に兵力を派遣し、第二次世界大戦でも北アフリカやソロモン諸島で戦闘を行っている。冷戦期にはマラヤ紛争、朝鮮戦争、ベトナム戦争に兵力を派遣した。

## ニュージーランド陸軍

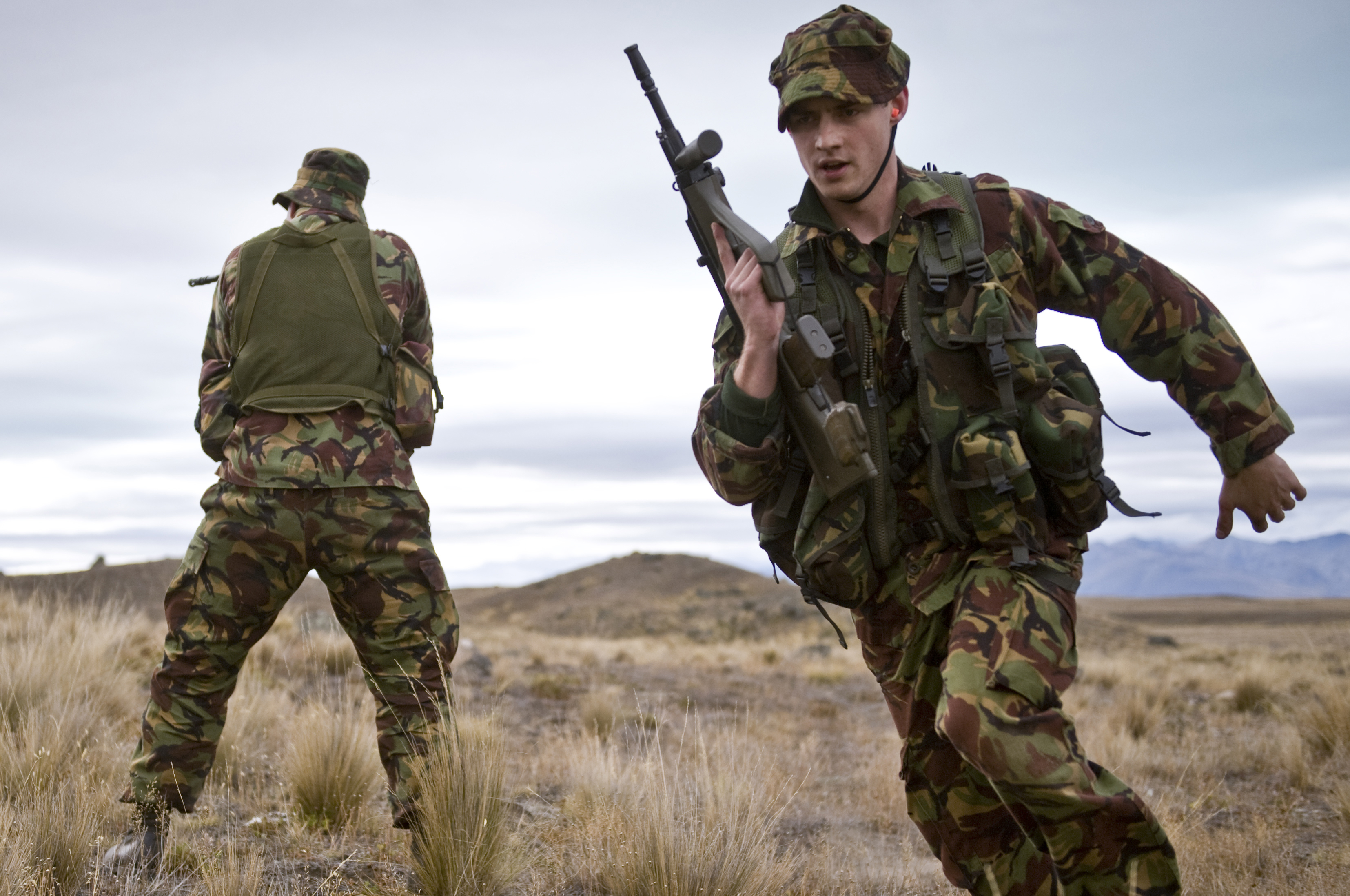
訓練中の兵士（2010年）

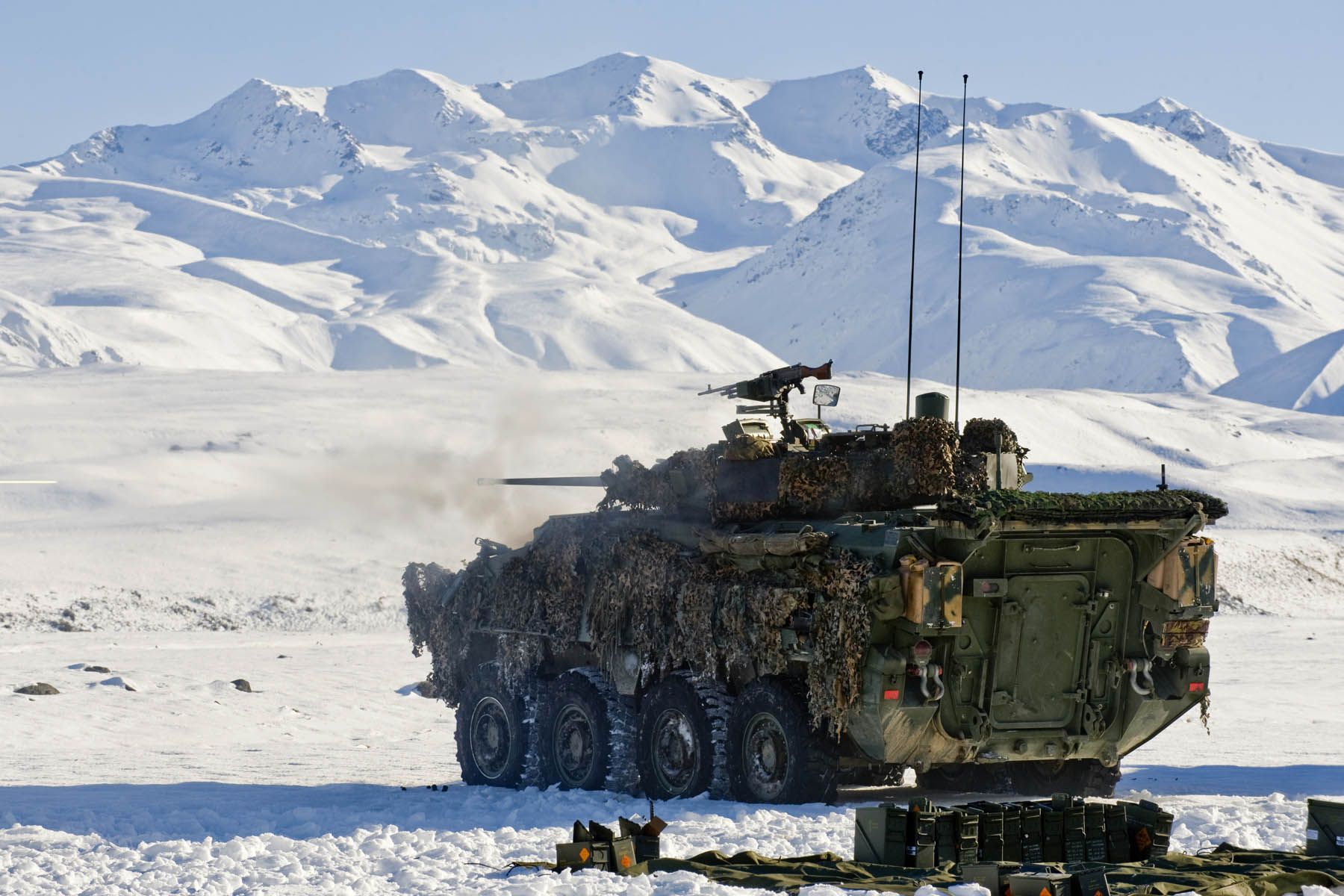
テカポ軍事キャンプのNZLAV

ニュージーランド陸軍は現役兵力約4,519人、予備兵力2,065人。2個群（各1個大隊基幹）および特殊部隊(ニュージーランドSAS)などで構成されている。戦車は保有せず、装甲兵員輸送車を主装備としている。

### 装備品

#### 装甲車両
- NZLAV - 73台
- ブッシュマスター - 5台

#### 輸送車両
- ポラリス MRZR[4]
- Pinzgauer High Mobility All-Terrain Vehicle - 321台
- ウニモグ中型トラック[5] - 82台。2025年時点で、旧式化に伴い更新中[5]。
- RMMV - 197台
- VAMTAC CK3中型車両 - 2024年に第一次調達分40台を調達、2027年までに納入予定[6]。
- VAMTAC ST5軽車両 - 2024年に第一次調達分20台を調達、2027年までに納入予定[6]。

#### 火器

##### 火砲
- L118 105mm榴弾砲
- L16 81mm 迫撃砲
- ボフォース 40mm機関砲
- カールグスタフ
- M72 LAW

##### 小火器
- グロック17
- SIG SAUER P226
- ベネリM3
- MARS-L
- ステアーAUG
- M203 グレネードランチャー
- ミニミ軽機関銃
- FN MAG
- ブローニングM2重機関銃

#### ミサイル
- ミストラル
- FGM-148 ジャベリン

## ニュージーランド海軍

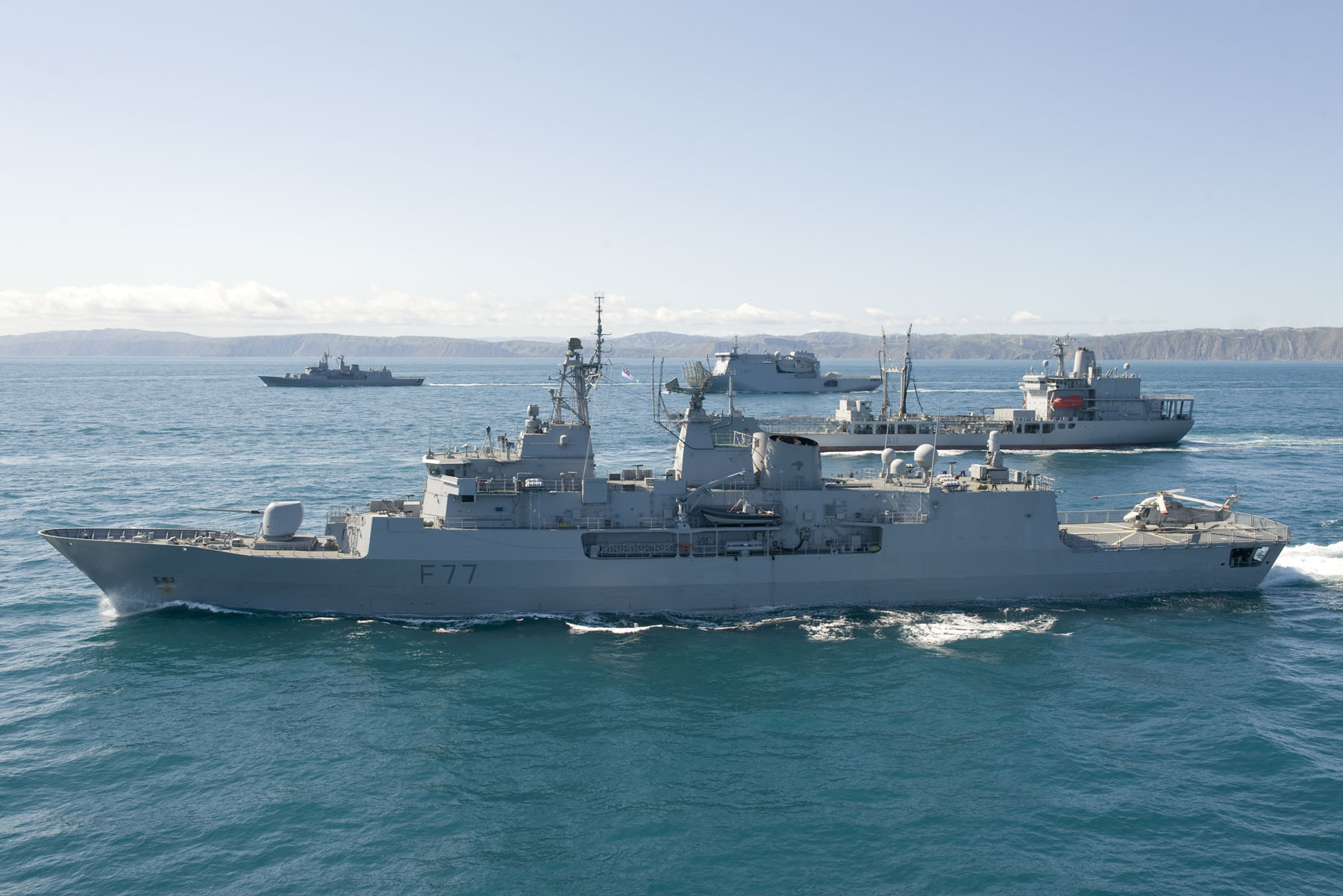
クック海峡におけるHMNZS テ・カハと他のRNZN艦船

ニュージーランド海軍(RNZN)はアンザック級フリゲート2隻を主力とおり、現役兵力2,219名。プロテクター計画により装備の更新を行い、カンタベリー揚陸艦やオタゴ級哨戒艦が就役している。

## ニュージーランド空軍

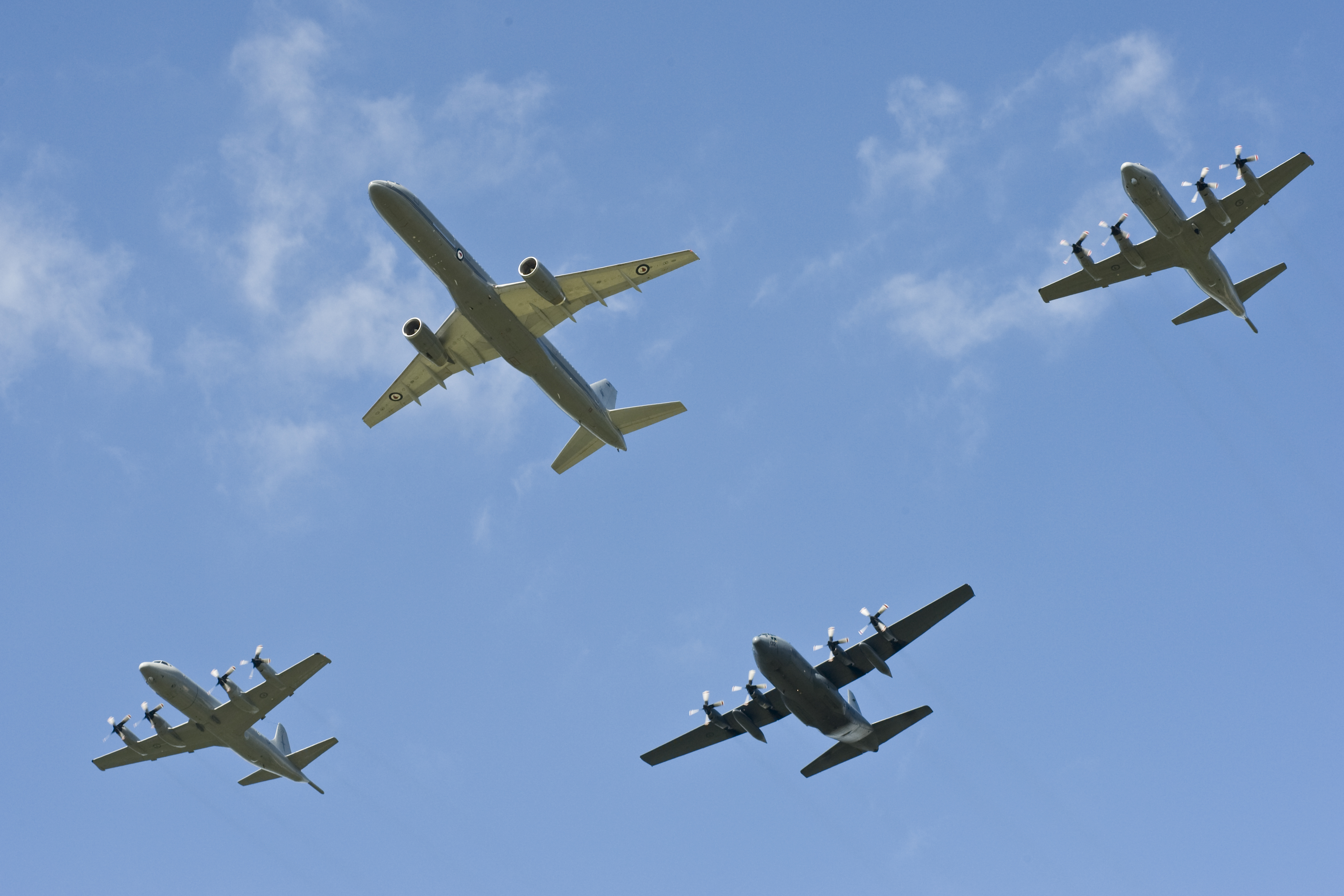
編隊を組むRNZAFのボーイング757、2機のロッキード P-3K オライオンとロッキード C-130H ハーキュリーズ

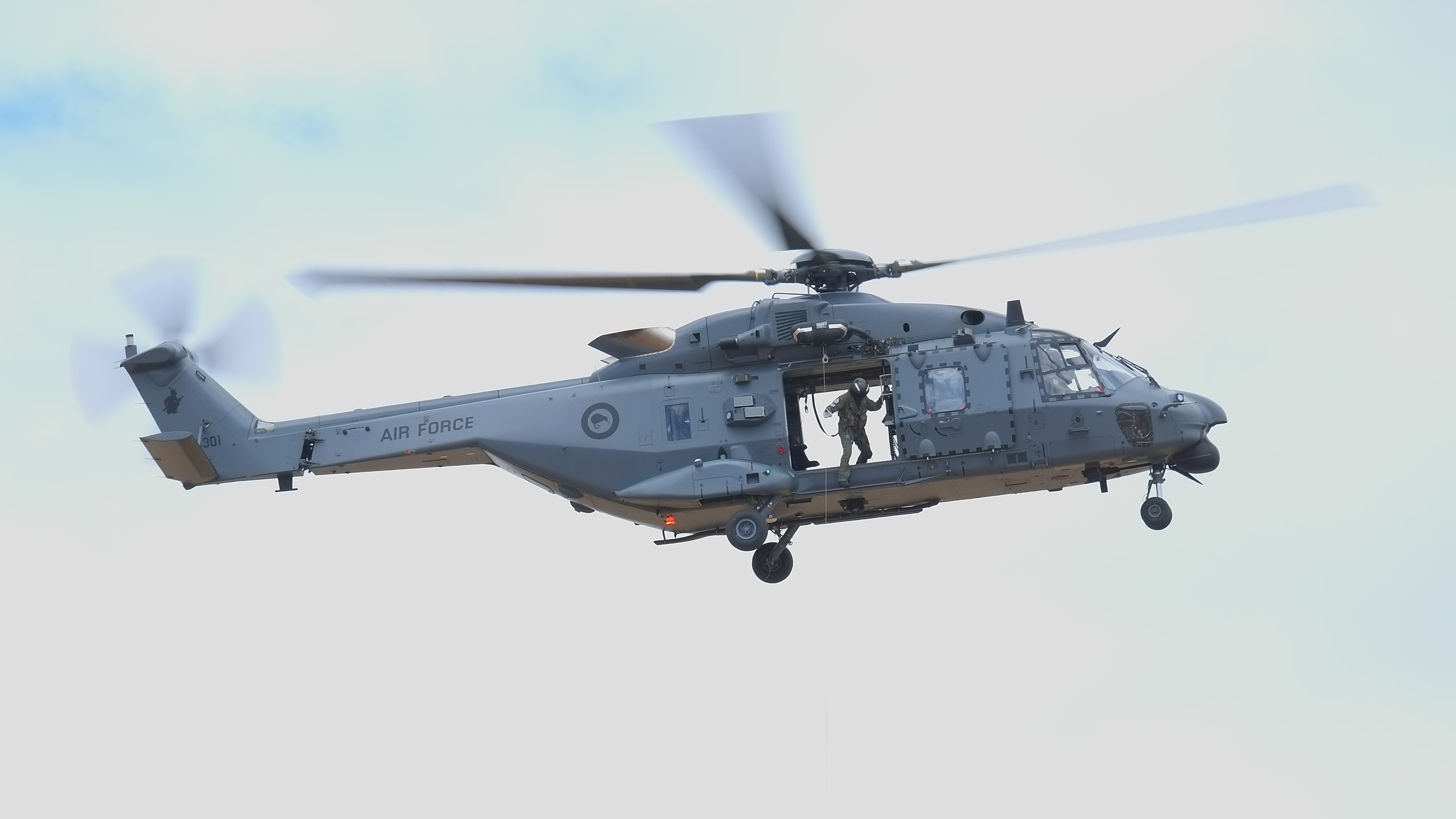
NH90

ニュージーランド空軍(RNZAF)は2023年時点では6個航空隊で編成されており、現役兵力2,477名。輸送・哨戒兵力のみであり、戦闘機は有していない。これは冷戦終結後の1999年に決定されたことであり、2001年にはF-16売却の話も断っている。このため、2003年までに戦闘機・攻撃機部隊は廃止された。
2018年以降、北朝鮮籍船舶による「瀬取り」を含む違法な海上活動を監視するため、嘉手納飛行場から数度にわたって航空機による警戒監視飛行を行っている。

### 航空機
2022年時点。

#### 固定翼機
- P-8 - 1機（4機調達予定）
- ビーチクラフト キングエア - 4機
- ボーイング757 - 2機
- C-130H - 5機
- C-130J-30 - 0機（5機調達予定）
- T-6C - 11機

#### 回転翼機
- アグスタ A109 - 5機
- NH90 - 8機
- SH-2G スーパー・シースプライト - 9機（実際の運用においては、海軍の指揮下に入る）